# Wilhelm Klingenstein
Wilhelm Klingenstein, eigentlich Wolf Klingenstein, (* 24. Mai 1833 in Miltenberg; † 27. Februar 1916 in London) war ein deutsch-jüdischer Geschäftsmann und Philanthrop.

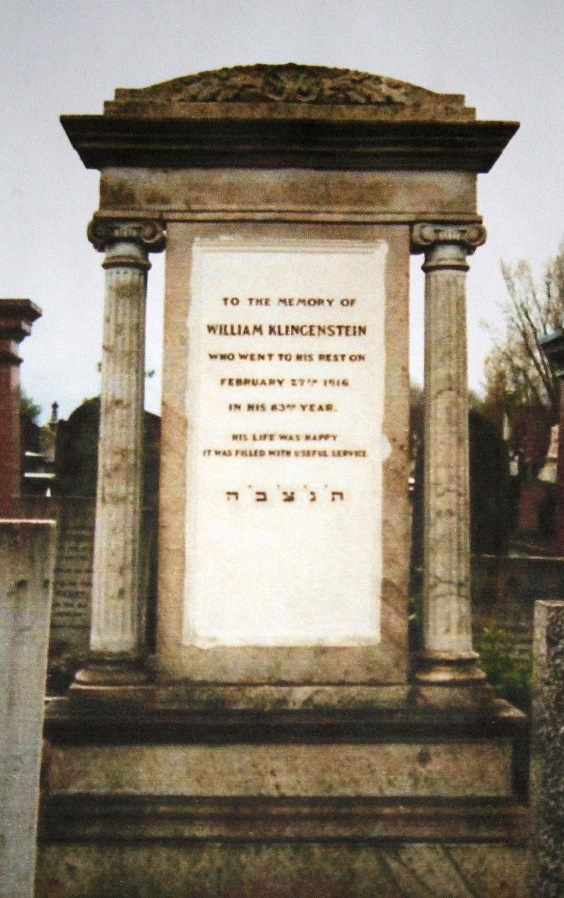
W. Klingensteins Grab in Willesden, London

## Leben
Wilhelm Klingenstein war der dritte Sohn des bedürftigen Schneiders Isaak Klingenstein. Seine Ausbildung mit dem Ziel, jüdischer Lehrer zu werden, wurde von einer wohltätigen Stiftung, dem „Bischoffischen Fonds“ gefördert. Als Erwachsener änderte er seinen Namen von „Wolf“ in „Wilhelm“, vielleicht, um sich seiner christlichen Umwelt anzupassen. Den Militärdienst absolvierte er beim bayerischen Heer.
Später zog er nach London, wo er mit dem Import und Handel von Tabakwaren wohlhabend wurde und seinen Namen wiederum änderte – von „Wilhelm“ zu „William“.
Ob, wann und wo er eine kaufmännische Ausbildung absolvierte und wann er nach London kam, ist nicht bekannt.
Für die Unterstützung, die ihm in seiner Jugend zuteilgeworden war, revanchierte er sich durch großzügige Spenden für verschiedene wohltätige Zwecke.
William Klingenstein starb am 27. Februar 1916 in London und wurde dort auf dem jüdischen Friedhof in Willesden beigesetzt. Sein Grabstein trägt die Inschrift „His life was happy. It was filled with useful service.“ („Sein Leben war glücklich. Es war erfüllt von hilfreichem Dienst“).

## Wohltätiges und soziales Engagement

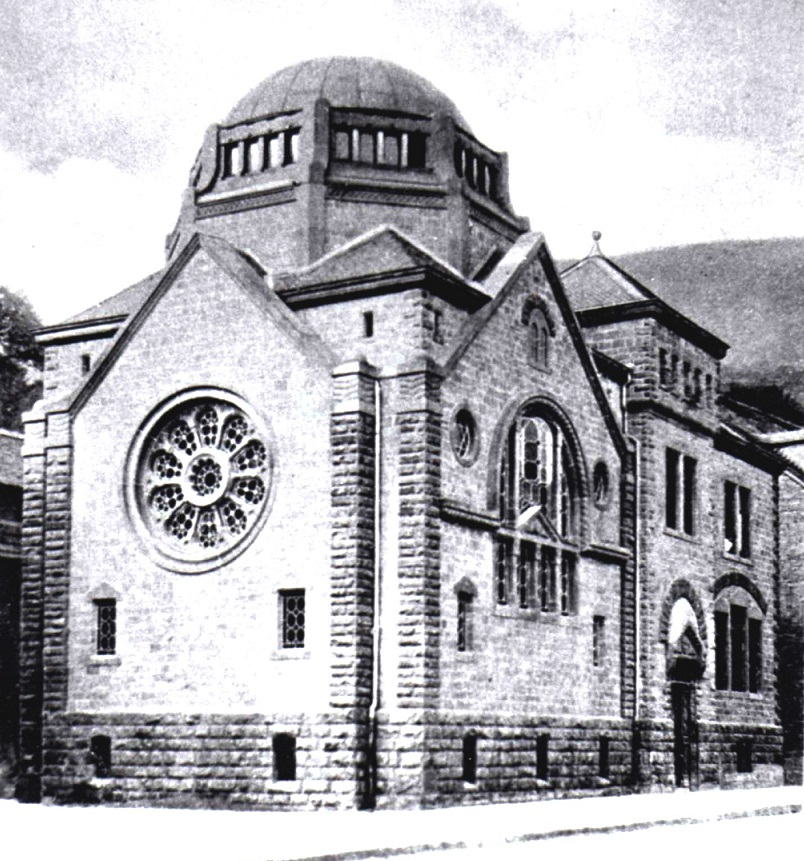
Neue Synagoge in Miltenberg, durch Klingensteins Spende ermöglicht

Obwohl er bereits in London lebte, ermöglichte W. Klingenstein den Bau der 1904 eingeweihten neuen Synagoge in Miltenberg, indem er 28 % der Baukosten übernahm. Das Gebäude galt als Schmuckstück und Bereicherung der Stadt, wurde aber leider im Zuge der Novemberpogrome 1938 im Inneren zerstört und ist heute kaum noch als ehemalige Synagoge zu erkennen.

1913 wurde der Burgweg in Miltenberg verbreitert. Durch diese Arbeiten wären Eingriffe am dort gelegenen, alten jüdischen Friedhof notwendig geworden, was eine Störung der Totenruhe bedeutet hätte. Mit einer Spende finanzierte W. Klingenstein die heute noch erhaltene Sandsteinfassung des Friedhofs und einige gemauerte Bögen, die mehrere Gräber überspannen. Dadurch konnte verhindert werden, dass diese Gräber der Straßenerweiterung zum Opfer fielen. An der Mauerbrüstung steht heute noch die Widmung „Renoviert 1913 durch hochherzige Zuwendung des Herrn W. Klingenstein“. 

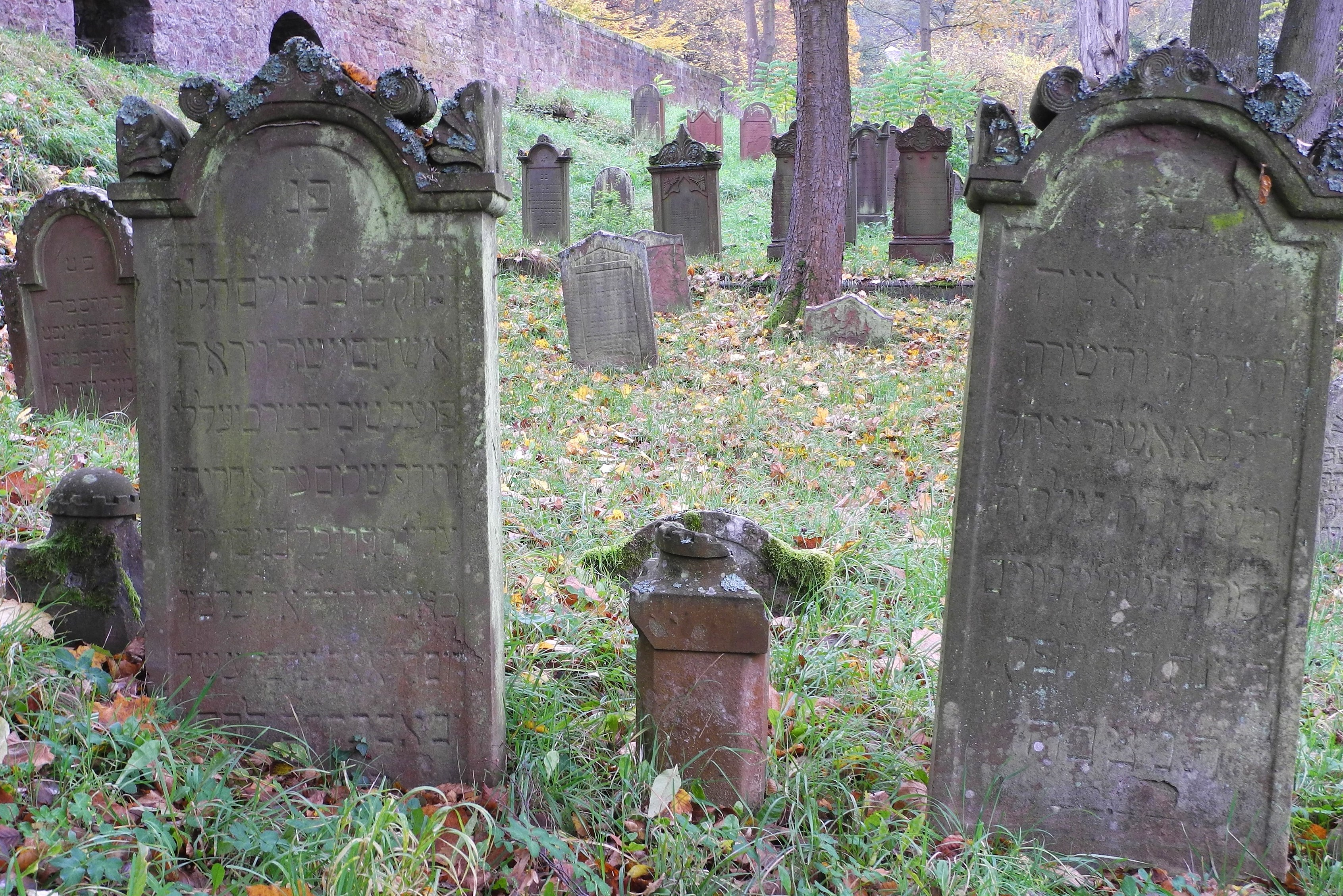
Gräber von Klingensteins Eltern auf dem Alten Jüdischen Friedhof in Miltenberg; Im Hintergrund die gemauerten Bögen, die die darunter liegenden Gräber schützen

In seinem Testament bedachte er ebenfalls zahlreiche Einrichtungen und Organisationen (Beträge in damaliger Währung und Kaufkraft):
- Die Tabak-Wohltätigkeits-Handelsgesellschaft in London (2000 Pfund)
- Die Jüdische Kultusgemeinde in Miltenberg (1000 Pfund)
- Die Stadt Miltenberg für die Pflege des alten jüdischen Friedhofs und „zur Unterhaltung und Erhaltung der Mittelschulen“ (1000 Pfund)
- Die Jüdische Freie Schule in London (500 Pfund)
- Das Heim und Hospital für jüdische Unheilbare in Tottenham (500 Pfund)
- Das Jüdische Hospital und Waisenhaus in Norwood (500 Pfund)
- Das Jüdische Taubstummenheim in Wandsworth (500 Pfund)
- Die Deutsche Wohltätigkeits-Gesellschaft in London (500 Pfund)
- Die Suppenküche für jüdische Arme in London (500 Pfund)
- Das Deutsche Hospital in London (500 Pfund)
- Die Körperschaft zur Unterstützung jüdischer Armer in London (500 Pfund)
- Die Alters- und Bedürftigen-Gesellschaft zur Unterstützung jüdischer Armer in London (250 Pfund)
- Die Jüdische Armen-Blinden-Gesellschaft in London (250 Pfund)
- Die Jüdische Religions-Erziehungskörperschaft in London (250 Pfund)
- Die Anglo-Jüdische Vereinigung in London (250 Pfund)
- Das Jüdische Studentenheim im London (250 Pfund)
- Die Jüdische Schule in London (100 Pfund)
- Die „Achava“-Gesellschaft zur Unterstützung jüdischer Lehrer in Frankfurt (100 Pfund)
- Die Deutsche Synagoge Spital Square in London (100 Pfund)
- Die Jüdische Brot-, Fleisch- und Kohlengesellschaft in London (100 Pfund)
- Der Jüdische Schulhilfsfonds in London (100 Pfund)

Die Stadt Miltenberg nutzte Klingensteins Vermächtnis, zusammen mit einigen anderen hochherzigen Stiftungen, um im Jahre 1922 die bis dahin private Real- und Handelsschule mit dem Progymnasium zu vereinigen. Auch nach der Machtergreifung durch die Nationalsozialisten 1933 zahlte die Klingensteinstiftung für bedürftige Familien noch Zuschüsse zum Schulgeld.

## Würdigungen
Für seine „Verdienste um die Londoner deutsche Kolonie“ wurde ihm 1907 der Königlich Preußische Kronenorden vierter Klasse verliehen.
In Anbetracht seiner hohen Verdienste um Miltenberg ernannte ihn seine Heimatstadt 1911 zum Ehrenbürger. Der Antrag war im Stadtrat einstimmig angenommen worden.